# Castra Traiana

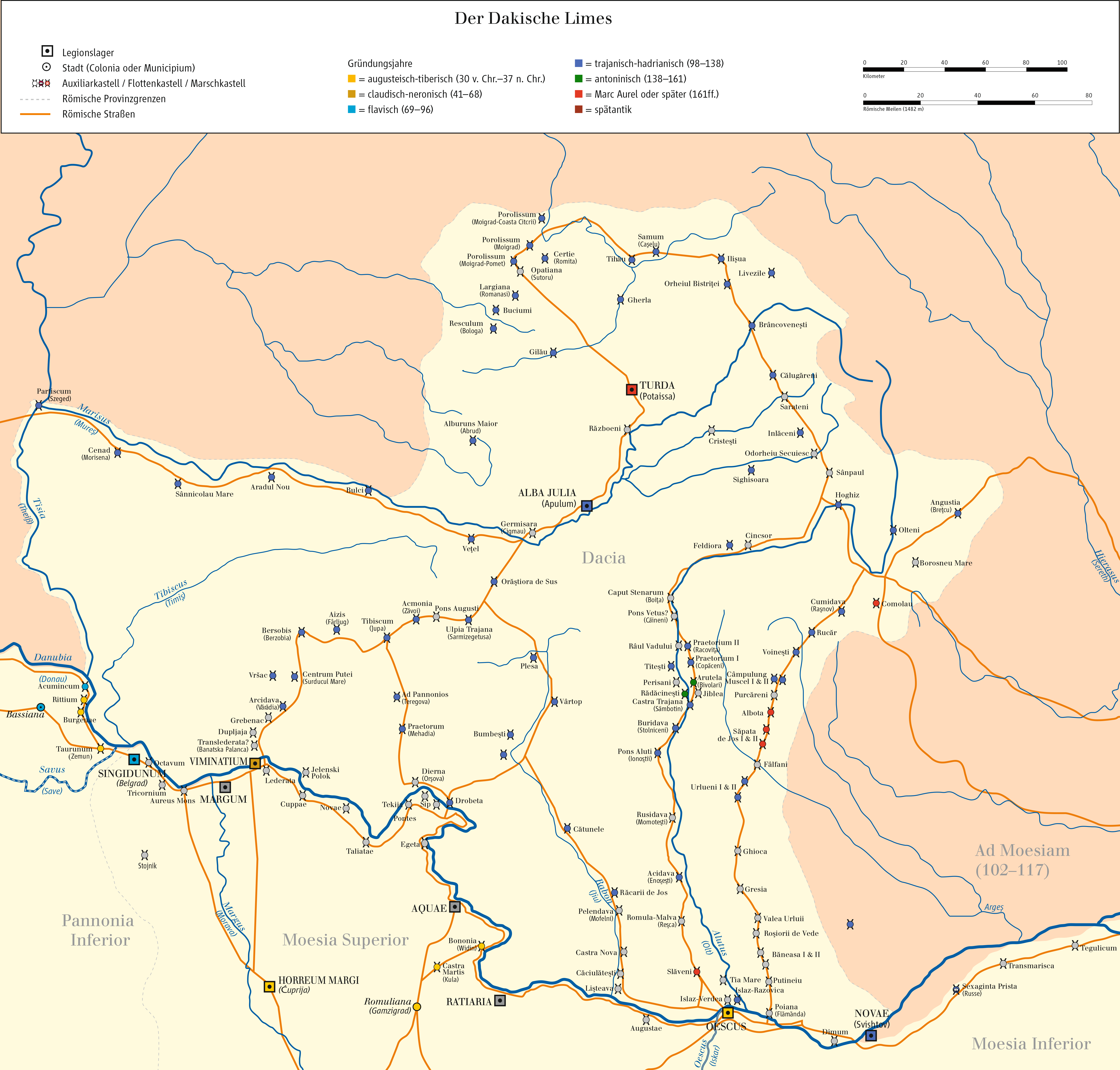
Castra Traiana im Verlauf der dakischen Limites

Castra Traiana (auch: Kastell Sâmbotin) ist ein ehemaliges römisches Hilfstruppenlager auf dem Gebiet des zur Gemeinde Dăești gehörenden Dorfes Sâmbotin im Kreis Vâlcea, in Rumänien. In antiker Zeit war es Bestandteil des Limes Alutanus und gehörte administrativ zur Provinz Dacia inferior, später zur Dacia Malvensis.

## Lage
Das Bodendenkmal liegt im heutigen Siedlungsbild in der Flur Cetate (Festung), südlich des Dorfes Sâmbotin. Topographisch befindet es sich auf einer flachen Hochterrasse oberhalb der Mündung des Baches Trantul in den Olt. In antiker Zeit oblag der Kastellbesatzung der Schutz der parallel zum Olt verlaufenden Fernstraße. Der Name Castra Traiana war in der Tabula Peutingeriana markiert. Durch Hochwasser wurde ein großer Teil des Kastellgeländes im Laufe der Jahrhunderte weggeschwemmt.

## Archäologische Befunde
Das Gelände ist nur wenig archäologisch erforscht worden. Untersuchungen fanden hauptsächlich zwischen 1966 und 1969 unter der Leitung von Dumitru Tudor sowie von 1983 bis 1985 unter Cristian M. Vlădescu statt. Dabei konnten zwei Kastellbauphasen differenziert werden. Ein Holz-Erde-Lager aus der frühen Okkupationszeit wurde in hadrianischer Zeit durch ein Steinkastell ersetzt.
Das Steinkastell besaß einen rechteckigen Grundriss, dessen vollständige Maße nicht mehr ermittelt werden konnten. Von der Ostseite waren noch 69,6 m erhalten. Bewehrt war das Lager mit einer 1,5 m mächtigen zweischaligen Mauer, die in der Technik des Opus incertum konstruiert worden war. Auf der Innenseite war die Mauer mit Strebepfeilern in einem Abstand von acht Metern zueinander verstärkt. Ein viereckiger, aus der Mauerflucht vorspringender, seitlicher Wehrturm konnte noch identifiziert werden. Vor der Mauer verlief als Annäherungshindernis ein Doppelgraben. Im Kastellinneren fanden sich Spuren von Holzbaracken.
Mitte des zweiten Jahrhunderts kam es zu einer Reparaturphase, in deren Rahmen die Mauer verdoppelt wurde. Der Abstand zwischen den beiden Mauern betrug 2,70 m bis 3,00 m. Die Nutzung des Zwischenraums ist ungeklärt. Über die Besatzung des Kastells ist nichts bekannt. Epigraphisch scheint zwar durch einen einzelnen Fund eine Cohors I Hispanorum bezeugt, Struktur und (vermutete) Größe des Lagers sprechen aber für ein Numeruskastell.

## Fundverbleib und Denkmalschutz
Die Aufbewahrung und Präsentation der Funde erfolgt im Muzeul Judetean "Aurelian Sacerdoteanu" in Valcea.
Die gesamte archäologische Stätte und im Speziellen das Kastell stehen nach dem 2001 verabschiedeten Gesetz Nr. 422/2001 als historische Denkmäler unter Schutz und sind mit dem LMI-Code VL-I-s-A-09575 in der nationalen Liste der historischen Monumente (Lista Monumentelor Istorice) eingetragen. Zuständig sind das Ministerium für Kultur und nationales Erbe (Ministerul Culturii și Patrimoniului Național), insbesondere das Generaldirektorat für nationales Kulturerbe, die Abteilung für bildende Kunst, die Nationale Kommission für historische Denkmäler sowie weitere, dem Ministerium untergeordnete Institutionen. Ungenehmigte Ausgrabungen sowie die Ausfuhr von antiken Gegenständen sind in Rumänien verboten.